# Gotham Central
Gotham Central (no Brasil, Gotham City Contra o Crime) é uma revista em quadrinhos que foi publicada pela editora americana DC Comics entre fevereiro de 2003 e abril de 2006. Protagonizada pelos policias do Departamento de Polícia de Gotham City, Gotham Central foi idealizada e escrita por Ed Brubaker e Greg Rucka, e durante suas 40 edições contou com os artistas Michael Lark e Kano como responsáveis pelos desenhos.

## História

### Premissa
Greg Rucka e Ed Brubaker haviam colaborado durante a publicação do arco Officer Down, e a partir dessa oportunidade surgiu uma vontade comum de produzir uma série dedicada aos policiais de Gotham City. Após a aprovação por parte da editora, a dupla buscou Michael Lark para o cargo de desenhista. Lark, entretanto, não estaria disponível por quase um ano. Rucka e Brubaker, então, decidiram que iriam aguardar Lark estar disponível e aproveitar o período para elaborar os elementos que iriam compor a série, além de escrever juntos o primeiro arco de história a ser publicado.
Uma das principais caractéristicas da série era a alternância entre os dois escritores que passaram a se revezar nos roeiros a partir do segundo arco: Rucka ficou responsável pelas histórias protagonizadas pelos policiais do turno diurno, e Brubaker, pelas do turno noturno..
A revista receberia imediata aclamação por parte da crítica, mas se revelaria um fracasso de vendas.

## Histórias publicadas
40 edições foram publicadas entre Fevereiro de 2003 e Abril de 2006. Dentre os arcos de histórias publicados, destaca-se Half a Life, escrito por Rucka e publicado entre as edições 6 e 10 da revista. Na história, a homossexualidade da policial Renee Montoya torna-se algo público após uma foto sua ser pendurada no mural da delegacia, e, além dos conflitos profissionais e pessoais decorrentes dessa revelação, Montoya tem que enfrentar o vilão Duas-Caras, que a sequestra.

## Coletâneas
| Título                                            | Conteúdo                                                           | ISBN                |
| ------------------------------------------------- | ------------------------------------------------------------------ | ------------------- |
| Gotham Central Vol. 1: In the Line of Duty TPB    | Gotham Central #1-5                                                | ISBN 1-4012-0199-7  |
| Gotham Central Vol. 2: Half a Life TPB            | Batman Chronicles #16, Detective Comics #747, Gotham Central #6-10 | ISBN 1-4012-0438-4  |
| Gotham Central Vol. 3: Unresolved Targets TPB     | Gotham Central #12-15, 19-22                                       | ISBN 1-56389-995-7  |
| Gotham Central Vol. 4: The Quick and the Dead TPB | Gotham Central #23-25, 28-31                                       | ISBN 1-4012-0912-2  |
| Gotham Central Vol. 5: Dead Robin TPB             | Gotham Central #33-40                                              | ISBN 1-4012-1329-4  |
| Gotham Central Book One: In the Line of Duty HC   | Gotham Central #1-10                                               | ISBN 1-4012-1923-3  |
| Gotham Central Book Two: Jokers and Madmen HC     | Gotham Central #11-22                                              | ISBN 1-4012-2521-7  |
| Gotham Central Book Three: On the Freak Beat HC   | Gotham Central #23-31                                              | ISBN 978-1401227548 |
| Gotham Central Book Four: Corrigan HC             | Gotham Central #32-40                                              | ISBN 978-1401230036 |

## Prêmios e indicações
| Ano  | Prêmio       | Categoria               | Indicação      | Resultado | Ref         |
| ---- | ------------ | ----------------------- | -------------- | --------- | ----------- |
| 2003 | Eisner Award | Melhor Nova Série       | Gotham Central | Indicado  | [ 2 ]       |
| 2003 | Eisner Award | Melhor Escritor         | Greg Rucka     | Indicado  | [ 2 ]       |
| 2003 | Eisner Award | Melhor Escritor         | Ed Brubaker    | Indicado  | [ 2 ]       |
| 2003 | Eisner Award | Melhor Desenhista       | Michael Lark   | Indicado  | [ 2 ]       |
| 2004 | Eisner Award | Melhor Série Continuada | Gotham Central | Indicado  | [ 3 ] [ 4 ] |
| 2004 | Eisner Award | Melhor Escritor         | Greg Rucka     | Indicado  | [ 3 ] [ 4 ] |
| 2004 | Eisner Award | Melhor Escritor         | Ed Brubaker    | Indicado  | [ 3 ] [ 4 ] |
| 2005 | Eisner Award | Melhor Escritor         | Greg Rucka     | Indicado  | [ 5 ] [ 6 ] |